# Arganiella wolfi
Arganiella wolfi е вид охлюв от семейство Hydrobiidae. Видът е уязвим и сериозно застрашен от изчезване.

## Разпространение и местообитание
Разпространен е в Испания.
Обитава сладководни басейни и реки.